# Cupola della Roccia

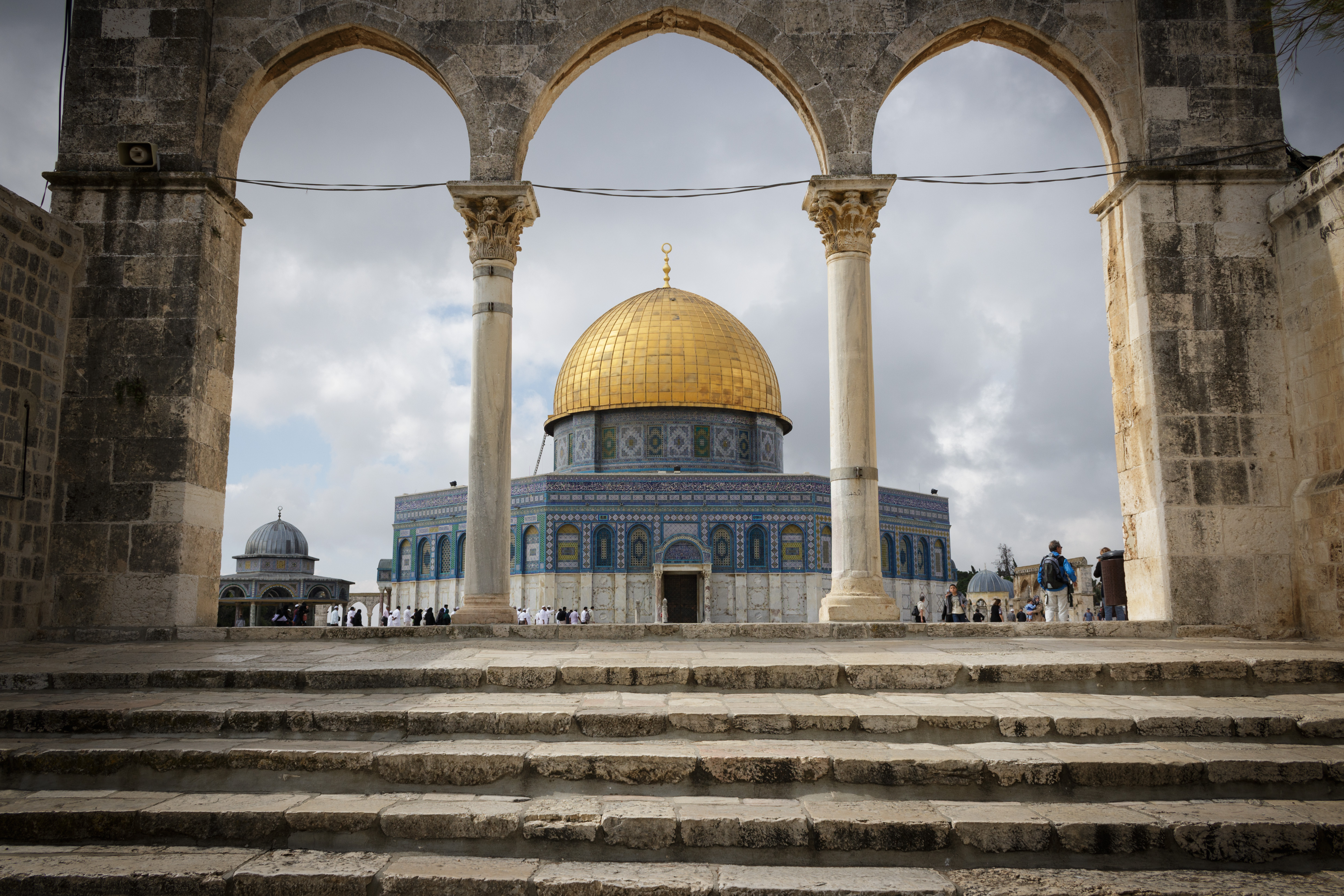
Il santuario da nord.

La Cupola della Roccia (in arabo قبة الصخرة‎?, Qubbat al-Ṣakhra; in ebraico כיפת הסלע‎?, Kippat ha-Sel‘a), chiamata talora impropriamente Moschea della Roccia, è un santuario islamico edificato su un sito, utilizzato e considerato sacro in tempi antecedenti alla formazione delle tre maggiori religioni monoteistiche, noto come "Spianata delle Moschee" dai musulmani e "Monte del Tempio" dagli ebrei. Con la Moschea al-Aqsa, costituisce l'al-Ḥaram al-Sharīf, considerato dal Sunnismo il terzo sito più sacro del mondo islamico dopo la Kaʿba e la Moschea del Profeta di Medina.
Completata nel 691 da artisti e maestranze bizantine è, secondo alcuni, l'edificio islamico più antico del mondo ancora oggi esistente.
La Pietra di Fondazione (o Nobile Roccia) su cui fu costruito il tempio ha un grande significato nelle religioni abramitiche come il luogo in cui Dio creò il mondo e il primo essere umano, Adamo. Si ritiene inoltre che sia il luogo in cui Abramo tentò di sacrificare suo figlio, e il luogo in cui la presenza divina di Dio si manifesta più che in qualsiasi altro luogo verso il quale gli ebrei si rivolgono durante la preghiera.
Il grande significato del sito per i musulmani deriva dalle tradizioni che lo collegano alla creazione del mondo e dalla convinzione che il viaggio notturno di Maometto abbia avuto inizio dalla roccia al centro della struttura.

## Storia
Fu costruita fra il 687 e il 691, nell'era degli Omayyadi, dal 9º Califfo, ʿAbd al-Malik b. Marwān. È talora chiamata Moschea di Omar dal momento che, all'epoca del 2º califfo, ʿUmar ibn al-Khaṭṭāb, era stato costruito su quel sito un oratorio in legno (successivamente andato a fuoco). In quel punto esatto in cui ʿUmar aveva pregato al momento della sua visita alla Città Santa, dopo la conquista di Gerusalemme nel 637, fu edificato un santuario adornato da mosaici realizzati da maestranze bizantine, appositamente chiamate dal califfo omayyade.
La Cupola della Roccia fu fatta edificare sfruttando l'opera di artigiani bizantini forniti dall'Imperatore. È edificata a guisa di martyrion, una struttura finalizzata cioè alla conservazione e alla venerazione di sante reliquie ed è un eccellente esempio di arte bizantina del periodo centrale.
Crollata nel terremoto del 1015, la cupola venne ricostruita nel 1022-23.
La costruzione dell'edificio avrebbe risposto alla volontà del califfo ʿAbd al-Malik di dotare di pregevoli monumenti i suoi domini (opera perfezionata poi dal figlio e successore al-Walīd I) e di contrastare i sentimenti di stupore tra i musulmani alla vista della basilica cristiana del Santo Sepolcro di Gerusalemme, la cui cupola destava grande ammirazione, oltre che di sottolineare il carattere musulmano di un personaggio sacro a musulmani, ebrei e cristiani (Abramo) e celebrare la vittoria dell'Islam sulle altre fedi.
(al-Muqaddasī)
Shlomo Dov Goitein, allora dell'Università Ebraica di Gerusalemme era convinto che la Cupola della Roccia intendesse competere con molti monumenti di altre fedi religiose: 
K.A.C. Creswell, nel suo libro Origin of the plan of the Dome of the Rock nota che coloro che edificarono il santuario, usarono le misure della basilica del Santo Sepolcro. Il diametro della cupola del santuario islamico è di 20,20 m (66,3 ft) e la sua altezza di 20,48 m (67,2 ft), mentre il diametro della cupola della Basilica del Santo Sepolcro è di 20,90 m (68,6 ft) e la sua altezza di 21,05 m (69,1 ft).

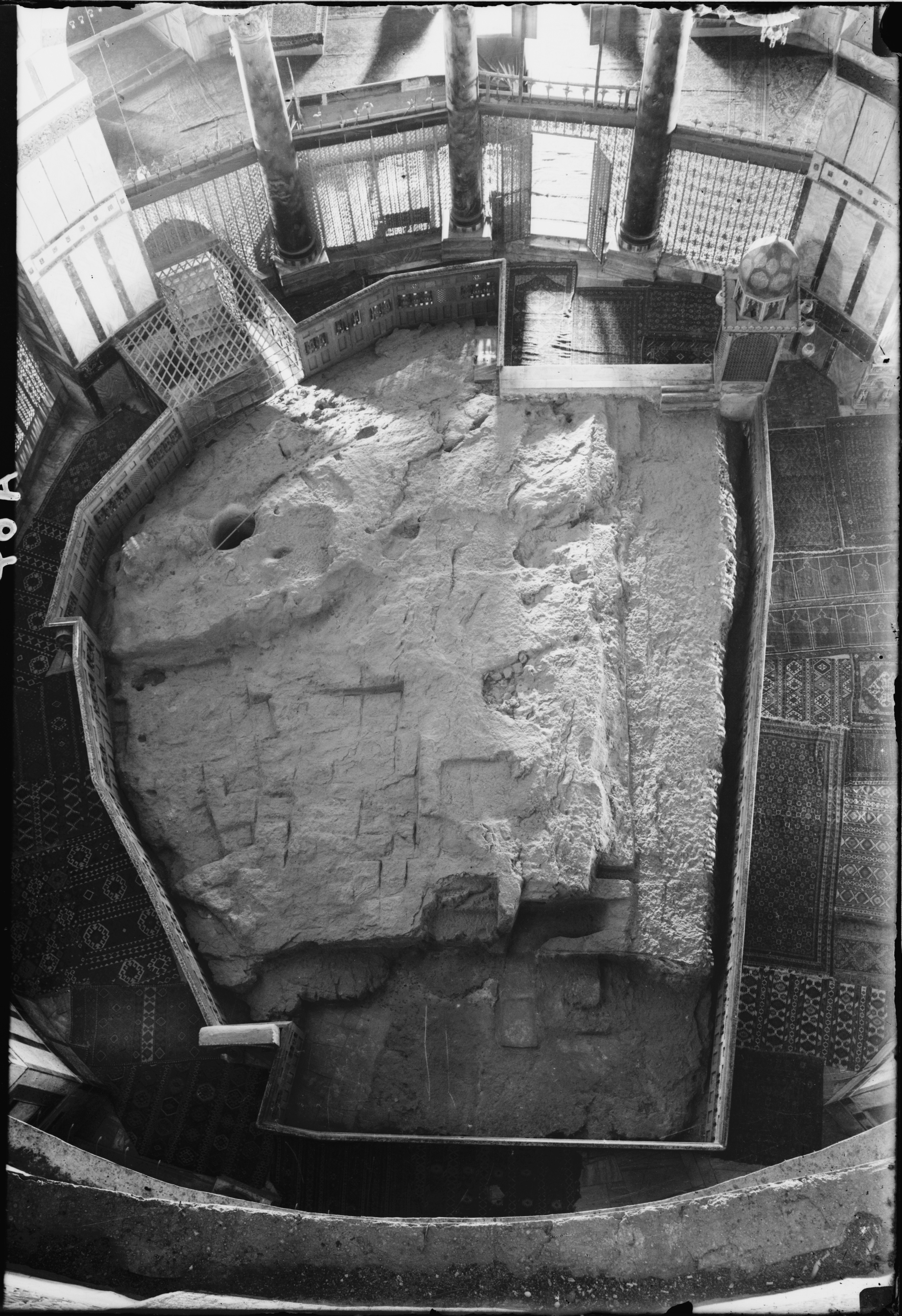
La roccia all'interno del manufatto, oggetto di venerazione da parte dei devoti musulmani ed israeliti

La Cupola della Roccia infine - come ricorda lo storico arabo filo-sciita e anti-omayyade al-Yaʿqūbī - avrebbe risposto al preciso intento di trattenere all'interno dei domini omayyadi i sudditi siriani del califfo, che, recandosi alla Mecca per il hajj, avrebbero pericolosamente potuto ascoltare le tesi di parte dell'"anti-califfo" ʿAbd Allāh b. al-Zubayr, che contestava la legittimità del califfato di ʿAbd al-Malik. Fino alla vittoria contro ʿAbd Allāh, la Cupola della Roccia fu infatti destinata a fungere come temporanea alternativa alla Kaʿba, anche se il califfo omayyade non volle mai sostituirla in modo che sarebbe apparso a ogni fedele sacrilego, tanto che per marcare le differenze il ṭawāf che si poteva compiere intorno al santuario gerosolimitano era prescritto dovesse avvenire comunque in senso orario e non, come richiesto nel rito del ḥajj a Mecca, in senso antiorario, senza dimenticare che il califfo omayyade compì più volte il pellegrinaggio a Mecca, prima e dopo la guerra che lo contrappose al suo rivale ʿAbd Allāh b. al-Zubayr.
La sua cupola dorata si staglia su tutte le altre costruzioni di Gerusalemme. La roccia al centro del santuario è ritenuta dai musulmani come il posto in cui Maometto, asceso al cielo nel suo miracoloso viaggio notturno, narrato dal Corano, dell'isrāʾ e del successivo miʿrāj, completò il suo spostamento cominciato a Mecca, prima di cominciare la sua ascesa al cielo. Sulla medesima roccia Abramo (in Arabo Ibrāhīm) sarebbe stato sul punto di sacrificare Ismaele (oppure Isacco) prima di essere fermato da Dio. Una "moschea estrema", al-masjid al-aqṣā, fu costruita nelle sue immediate vicinanze per commemorare l'evento soprannaturale.
La moschea subì numerosi e profondi restauri, da quello del califfo abbaside al-Maʾmūn e d'età fatimide a quelli di epoca mamelucca e ottomana.
All'epoca del Regno Latino di Gerusalemme e fino a quasi tutto il XII secolo, la cupola venne denominata Templum Domini ed ai Cavalieri Templari venne destinata una parte dell'adiacente Templum Salomonis, residenza del re di Gerusalemme e attualmente Moschea al-Aqṣā.

## Sito
Localizzata nell'al-Ḥaram al-Sharīf (Nobile Santuario) - l'area del Tempio di Gerusalemme, sacra a ebrei, cristiani e musulmani - essa è uno dei simboli architettonici della città, grazie al fatto che la sua cupola dorata si staglia su tutte le altre costruzioni di Gerusalemme.

## Architettura

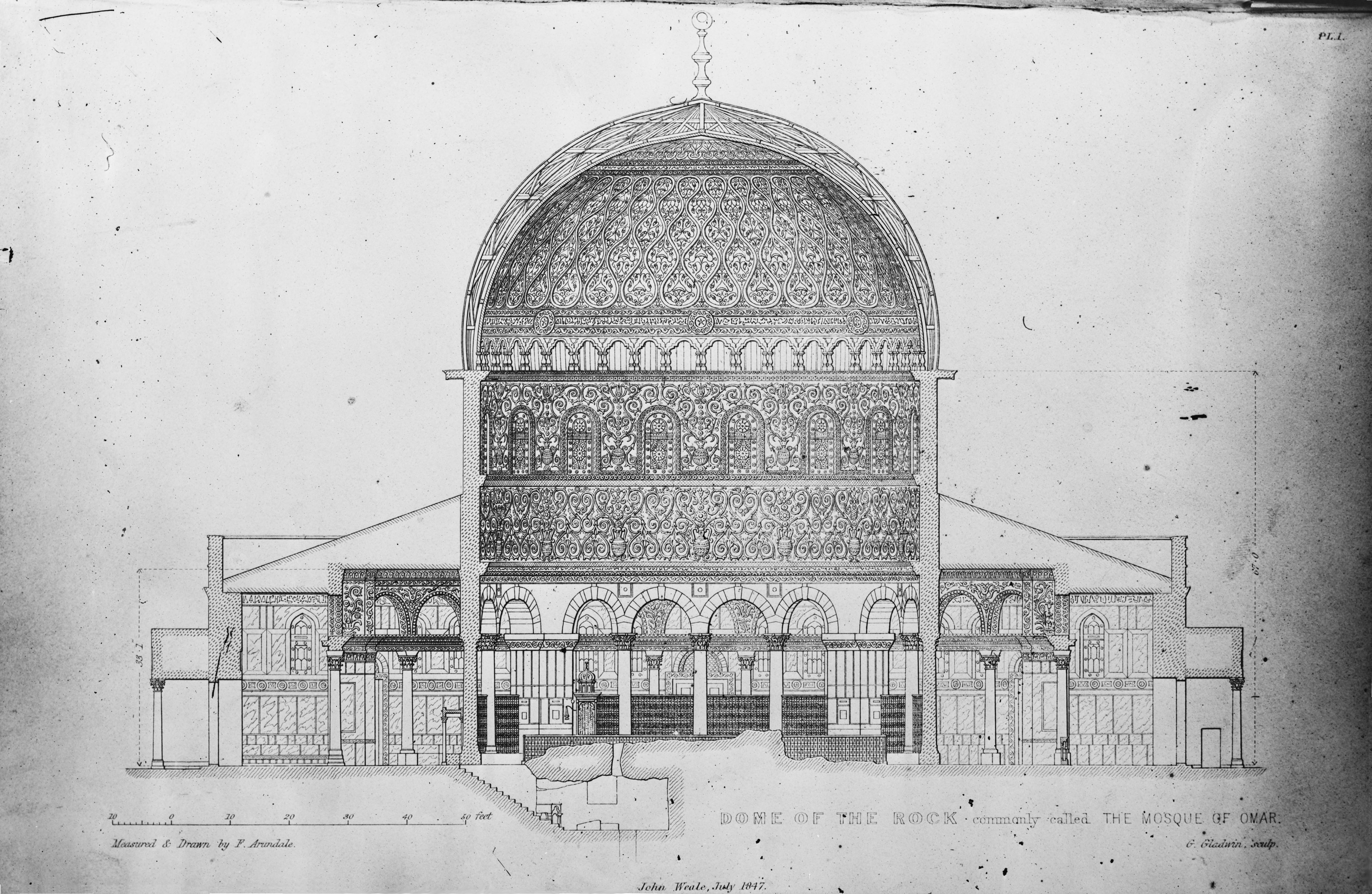
Sezione verticale della Cupola della Roccia (Ole Tobias Olsen)

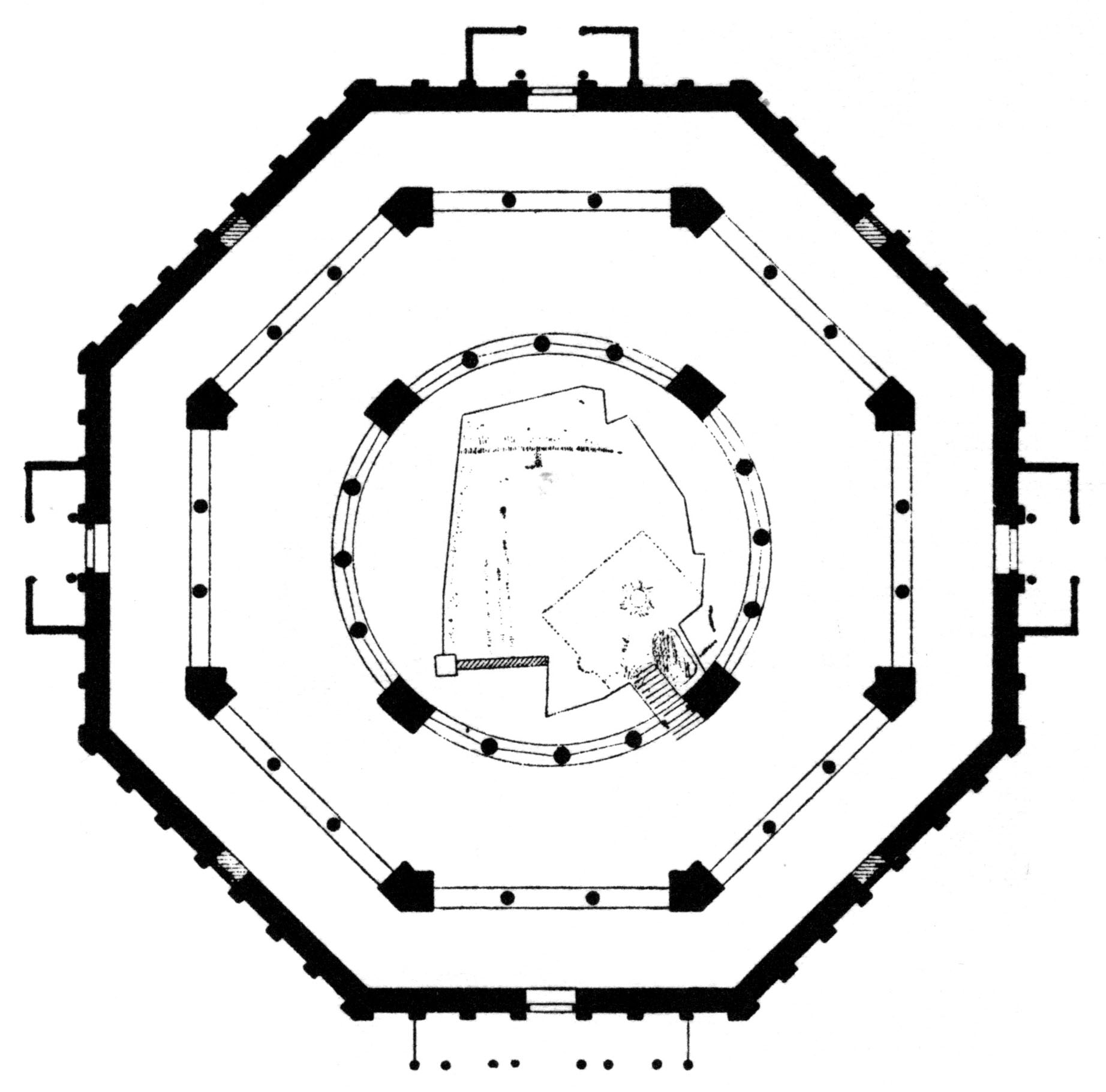
Pianta della Cupola della Roccia

La pianta ottagonale della Cupola della Roccia è comune all'architettura tardo antica e bizantina. La cupola è ispirata alla cupola del Santo Sepolcro, di cui ha circa le stesse dimensioni. Originariamente in piombo di colore grigio venne sostituita negli anni '60 del XX secolo da una in bronzo e successivamente rivestita con doratura. Nel 1993 la copertura d'oro è stata sostituita grazie a re Husayn di Giordania, a causa della ruggine e dell'usura (Inattaccabile dalla maggior parte dei composti chimici, reagisce in pratica solo con l'acqua regia e con lo ione cianuro, con il mercurio forma un amalgama, ma non un composto chimico, e non subisce degrado da ruggine). La cupola ha un diametro di circa 20 metri e raggiunge un'altezza di più di 35 metri sopra la "Nobile roccia".
La sūra coranica  Yāʾ Sīn è scritta sopra all'interno della smagliante copertura commissionata nel XVI secolo dal Sultano ottomano Solimano il Magnifico. La sūra  al-isrāʾ (Il viaggio notturno) è iscritta sopra la sura Yāʾ Sīn.
L'interno è riccamente dipinto, con archeggiature mosaicate a forma di corone, gioielli e motivi floreali, di gusto bizantino, privo di rappresentazioni di esseri viventi. Le finestre sono schermate. In origine esistevano mosaici anche all'esterno, ma vennero rimossi dai sultani ottomani e sostituiti da ceramiche colorate. Nella moschea è conservata in un'urna la reliquia di peli della barba di Maometto.
Un'edicola esterna che riprende l'impianto ottagonale dell'edificio principale ospita la fontana per le abluzioni; è decorata con capitelli bizantini a traforo.
L'esterno della moschea è in maiolica, con versetti coranici nella cornice superiore e senza immagini o sculture antropomorfe.

### Elementi architettonici
I portali

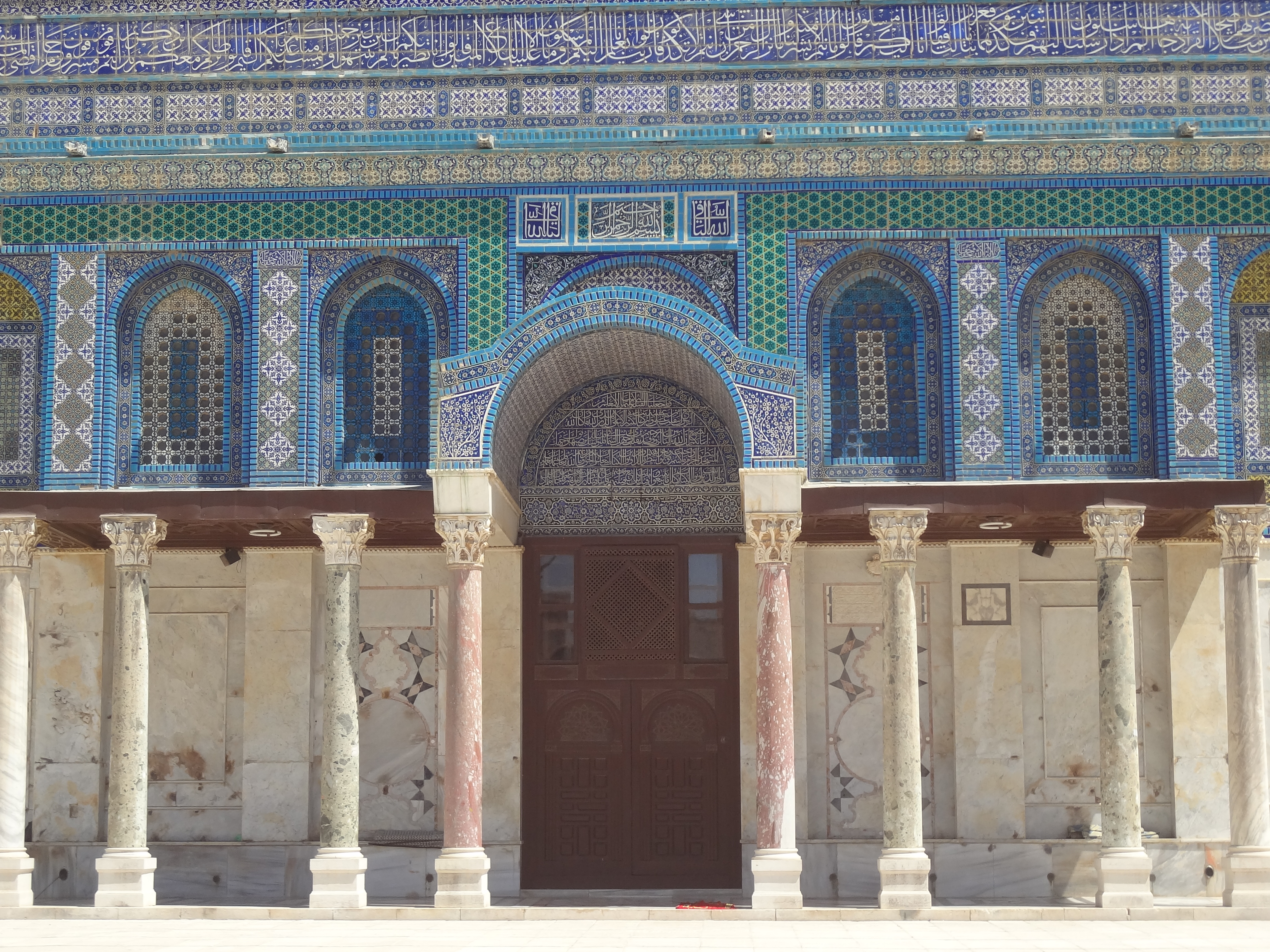
Il portale meridionale.

Ciascuno dei 4 portali (lunghi 2,6 m e alti 4,3 m) è definito da un architrave e da un soprastante arco rialzato. Gli architravi sono rivestiti sulla faccia inferiore in lamine di metallo, rame e bronzo lavorato a sbalzo. I rilievi del disegno dei portali sono dorati, mentre il fondo è dipinto in nero, nella parte centrale in verde acqua. I contorni delle attuali porte laminate risalgono al sultano ottomano Solimano (1552).
I quattro portali sono disposti secondo i punti cardinali. L'ingresso dal lato nord è chiamato "Porta del paradiso" (bāb al-janna) e il portone ha il nome di Bāb Dāwūd (Porta di Davide). La porta principale si apre però sul lato sud ed è preceduta da un portico coperto in marmo, sostenuto da quattro colonne.
All'epoca di al-Muqaddasī (985) le porte erano in legno, a pannelli intagliati preziosamente.
La cupola

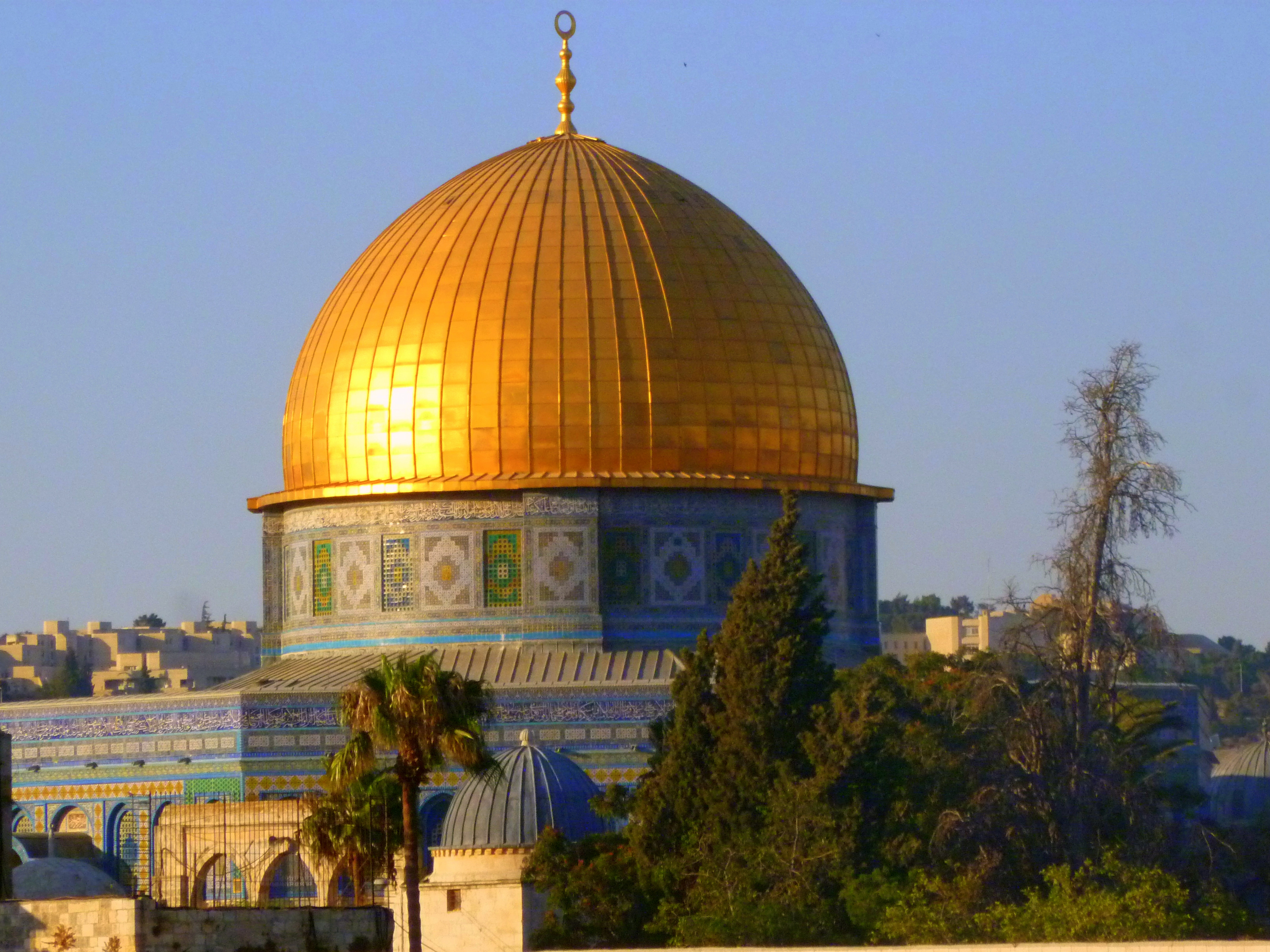
La cupola.

La cupola originale del diametro di 20,44  fu costituita da una cupola esterna e un'altra interna. Secondo Ibn al-Faqīh (903), il rivestimento esterno era fatto di lamine di piombo e lastre di rame dorato.
La cupola attuale ha un'altezza, dal livello di suolo al vertice, di 35,3 m, consistente in due calotte indipendenti in cui il passaggio tra le due calotte costituisce una galleria che prende la luce dall'interno grazie ad alcune aperture.
La cupola esterna e quella interna sono strutturate a nervature convergenti. Quelli della cupola esterna si innestano su un piano di posa fissato lungo il bordo esterno del tamburo. Questo bordo è costituito da travetti in legno congiunti a incastro in modo da costruire una catena circolare continua. La nervatura esterna è rivestita da un'intelaiatura sulla quale è fissato il rivestimento.
Il tamburo
Ha un diametro di 20,44 m ed è formato da quattro contrafforti che portano dai quattro pilastri della rotonda interna, oltrepassano la muratura e sono visibili dall'esterno, dove si nota la sporgenza discordante con l'insieme del tamburo. Nel tamburo, sopra il livello del tetto si aprono 16 finestre, alcune delle quali sono le più antiche della moschea, poiché il telaio simmetrico risale certamente ai lavori del 1318-19.
La rotonda interna sotto la cupola
Nella rotonda interna gli archi hanno un intradosso di 1,11 m, poggiano direttamente sui capitelli e sono ad arco lievemente acuto. Il rivestimento marmoreo fu realizzato dal sultano mamelucco al-Nāṣir Muḥammad Qalawun nel 1318-19.
Le travi sono in legno a sezione quadrata di 8–9 cm.
I muri d'ambito

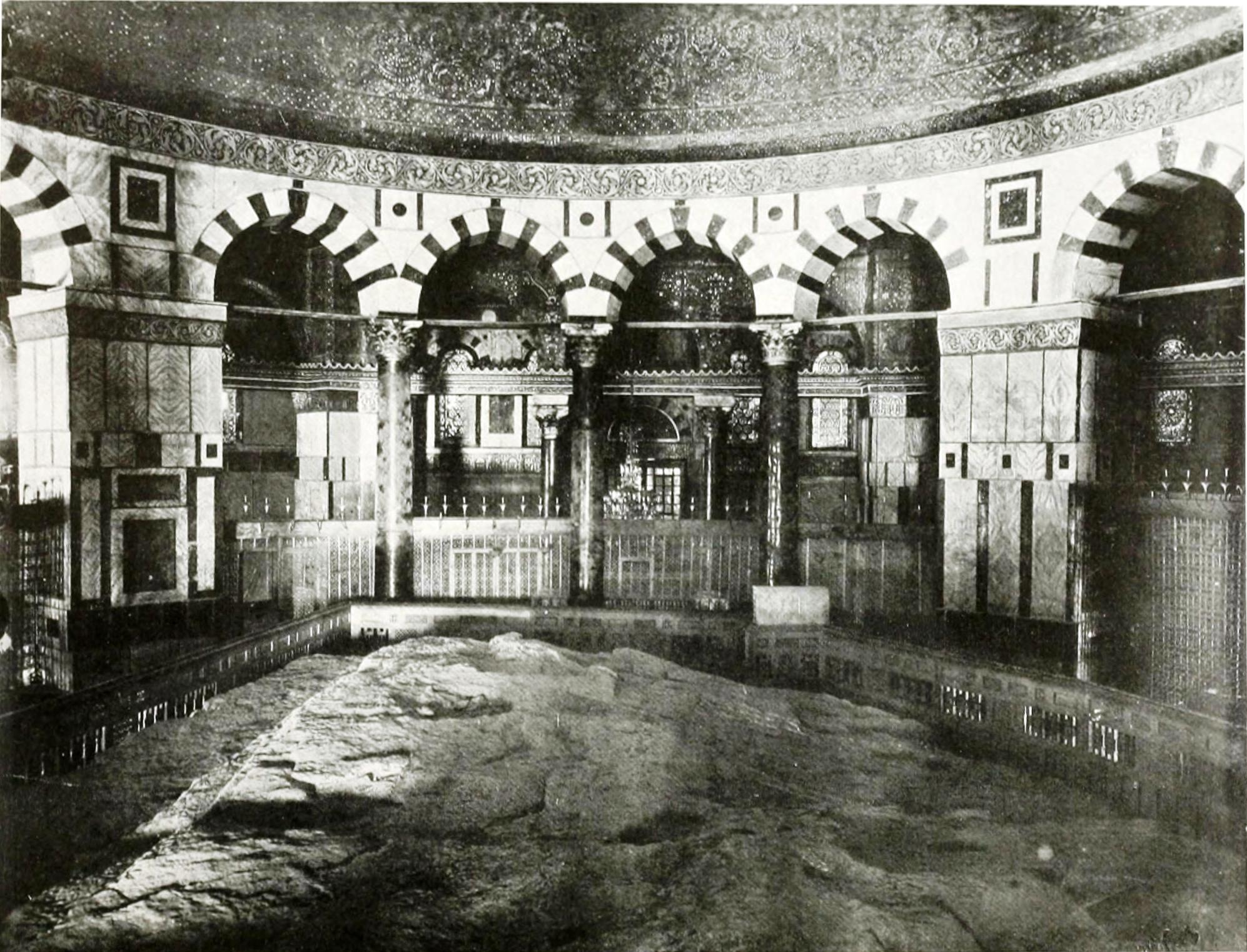
Le arcate della rotonda

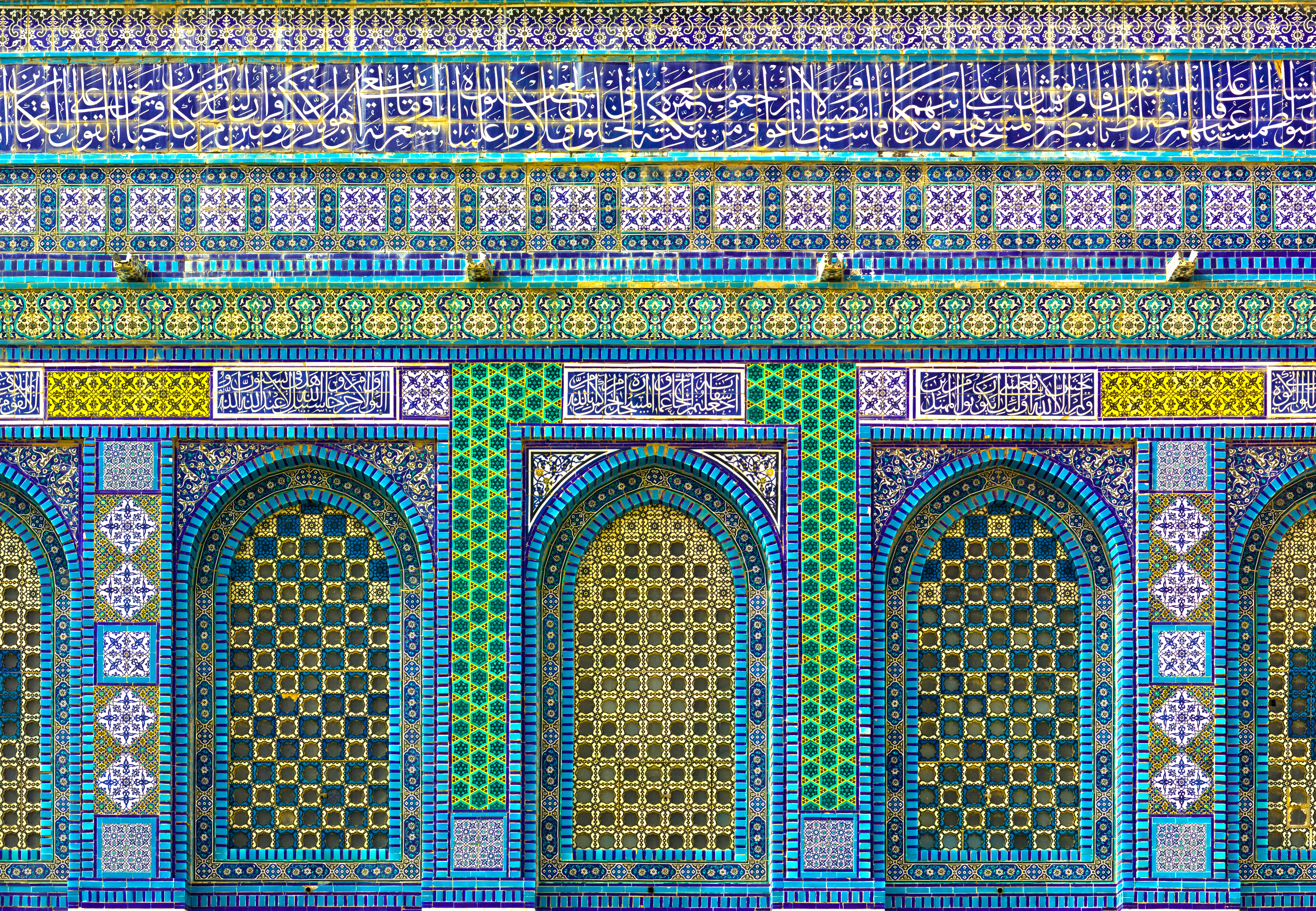
Vista parziale dell'esterno

La muratura esterna venne parzialmente in luce per un breve periodo durante i lavori eseguiti nel 1873-74. Essa è costituita da pietre con altezza di 80 cm. I sette pannelli di facciata, alti stretti e rientranti, sono sormontati da archi semicircolari, mascherati nel 1552 dal rivestimento in terracotta che conferì loro un andamento a sesto lievemente acuto.
Il rivestimento esterno attuale è in marmo decorato con vari colori. Le decorazione consistono in scritte coraniche scolpite sul marmo.
Le finestre
Le aperture delle finestre erano schermate da vetri, secondo Ibn al-Faqīh (903), che afferma che nei muri e sopra il tamburo si aprivano 56 finestre originali. Grazie alle accurate ricerche di Richmond è ora possibile determinare la posizione nello spessore dei muri, come pure le dimensioni delle strombature.
Il muro
Ha uno spessore di 1,30 m. Il rivestimento in marmo dell'interno risulta nella strombatura della finestra per una profondità di 92 cm e si arresta a 15 cm dal mosaico esterno. Le finestre attuali sono schermate da una grata, quella esterna fa parte del rivestimento in ceramica ed è quindi databile al tempo dei lavori fatti al tempo del sultano ottomano Solimano nel 1552.
L'interno

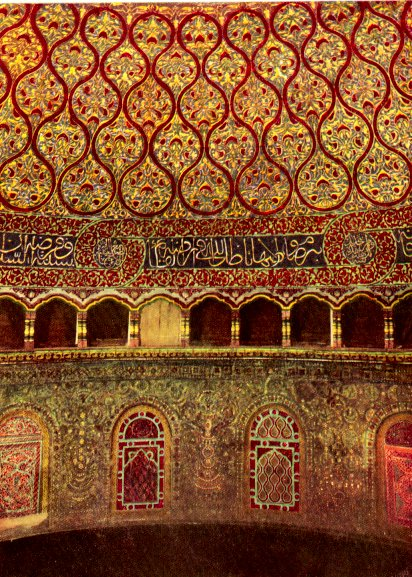
Vista dell'interno (1914)

Le pareti interne sono rivestite da cima a fondo di lastre in marmo, dove di fronte si presentano 3 archi lungo ciascun lato dell'ottagono intermedio, sorretti da 2 colonne in marmo poste tra i due pilastri ad angolo rivestiti sempre in marmo.
Sopra i capitelli dorati corrono massicci travi di collegamento, con la faccia inferiore rivestita di lamine metalliche di 6 cm, lavorate e dipinte allo stesso modo delle travi.
Le colonne portano capitelli di vario ordine, alcuni corinzi, altri di stile composito. I fusti sono di diversa lunghezza, ma tale disparità è mascherata da un basamento in marmo.
Fin dalla metà del XIX secolo ai non-musulmani era vietato accedere all'area sacra. Dal 1967 tuttavia ai non-musulmani è stato consentito l'ingresso salvo durante il periodo della preghiera islamica.

modello 3D della Cupola

### Le iscrizioni e la loro interpretazione
La prima iscrizione dedicatoria della Cupola riveste un particolare interesse, dal momento che in essa si fece per la prima volta uso in un manufatto del sistema di puntuazione dei caratteri arabi, elaborato proprio all'epoca del califfo ʿAbd al-Malik, utilizzato nella redazione del Corano, fino ad allora normalmente scritto nella forma arcaica dell'arabo esistente all'epoca in cui la Vulgata era stata approntata dal terzo califfo "ortodosso" 'Uthman ibn 'Affan, particolarmente ricco di omografi indifferenziati e di lettura quanto mai problematica, se non fosse stata soccorsa dal preciso ricordo dei numerosi musulmani che l'avevano imparato a memoria (ḥuffāẓ) in segno di venerazione.
La prima iscrizione all'interno della Cupola fu redatta in lettere cufiche su una placca di metallo su fondo azzurro, posizionata sopra l'arcata di sud-est della fila ottagonale delle colonne erette attorno alla Roccia. Essa recita in arabo بنى ﻫﺬﺍ ﺍﻟﻘﺒـة ﻋﺒﺪ ﺍﻟﻤﻠﻚ ﺑﻦ ﻣﺮﻭﺍﻥ أمير المؤمنين ﻓﻲ ﺳﻨـة ﺍﺛﻨﺘﻴﻦ ﻭﺳﺒﻌﻴﻦ ﺗﻘﺒﻞ الله ﻣﻨﻪ ﻭﺭﻀﻲ ﻋﻨﻪ آمين‎?, Banā hādha al-qubba ʿAbd al-Malik b. Marwān amīr al-muʾminīn fī sanat ithnatayn wa sabʿīn taqbala Allāh minhu wa raḍiya ʿanhu āmīn, che significa: «Ha edificato questa Cupola ʿAbd al-Malik b. Marwān comandante dei credenti nell'anno 72 [dell'Egira] * Allāh l'accetti da lui e sia soddisfatto di lui * amen».
Degne di nota sono le iscrizioni cufiche datate all'epoca Umayyade (fine VII secolo d.C.) che corrono sulle pareti della cupola. Le iscrizioni sono composte da una serie di versetti provenienti da diverse sure del Corano. La giustapposizione dei versetti coranici è stata interpretata in senso omelitico: si sono scelti con attenzione alcuni versetti per comunicare un certo messaggio ai credenti e visitatori del monumento. I versetti coranici utilizzati nelle iscrizioni della Cupola della Roccia contengono numerosi riferimenti alla fede cristiana, ad esempio Q 17:111 "La lode appartiene ad Allah, Che non ha figlio alcuno, Che non ha associati nella Sua sovranità". In generale è stato riconosciuto che le iscrizioni di epoca omayyade della cupola insistono sulla unicità di Dio (tawḥīd), che è ritenuta incompatibile con la dottrina trinitaria, professata dalla fede cristiana, all'epoca maggioritaria a Gerusalemme. La stessa insistenza sull'unicità di Dio si ritroverebbe anche nelle monete fatte coniare da ʿAbd al-Malik.
Le medesime iscrizioni sono state studiate in relazione ai mosaici della Basilica della Natività di Betlemme, datati fra il 690 e il 787 da Erika Dodd. La Dodd ha determinato che le iscrizioni della Cupola della Roccia possono essere interpretate come un vero e proprio programma iconografico, opposto a quello presente nei mosaici della Basilica della Natività: il programma della Cupola mira all'affermazione dell'Unicità divina, mentre quello della Basilica sottolinea la Trinità divina.
Queste interpretazioni sottolineerebbero la caratteristica antagonistica della Cupola della Roccia verso i cristiani di Gerusalemme.
Ciononostante Oleg Grabar prima e Lawrence Nees in una sua pubblicazione più recente hanno sottolineato come in realtà questo antagonismo nelle iscrizioni della Cupola della Roccia non è giustificato dalle prove contestuali. Le iscrizioni inoltre sembrano presentare più una base comune per le due religioni musulmana e cristiana. Grabar, citato da Nees, legge le iscrizioni della Cupola come aventi un significato "ecumenico". Entrambi gli autori sottolineano come effettivamente nel Corano ci siano passaggi più critici verso la fede cristiana, ad esempio Cor. 4:157, dove si confuta la crocifissione.

## Le scritte relative ai restauri
Il manufatto subì diversi danni a causa dei terremoti, frequenti nell'area, che richiesero interventi più o meno profondi di restauro. Di essi rimane traccia in scritte apposte sulle pareti della Cupola della Roccia.
Nel 1016 vi fu un sisma assai violento, nel periodo in cui imām/califfo era il fatimide al-Ḥākim bi-amri llāh. Intervenne allora nel 1022 l'Imām al-Zāhir li-iʿzāz al-Din Allāh e si sa che i lavori furono condotti a termine da un certo ʿAlī b. Aḥmad, di cui resta il nome in una placca commemorativa dell'avvenuto restauro.
Cinquant'anni dopo nuovi forti terremoti danneggiarono ancora la struttura e persino la roccia su cui insisteva la cupola fu incrinata.
In epoca crociata, la Cupola fu requisita dai cavalieri Templari che ne fecero un luogo di culto cristiano. Il manufatto ospitò così un buon numero di statue e una croce d'oro fu sistemata sulla Cupola mentre all'ingresso principale fu collocata una statua di Gesù Cristo che si vorrebbe fosse in oro e pietre preziose. Secondo una testimonianza dello storico arabo al-Harawī, che visitò la Cupola nel 1173, i crociati avrebbero anche affrescato le pareti, ritraendo ad esempio Salomone sulla parete antistante l'ingresso principale. Secondo qualche storico dell'arte l'edificio sarebbe diventato per alcuni aspetti modello per costruzioni sacre edificate in Europa, tra cui la Temple Church a Londra e le chiese dell'ordine dei Templari.
Quando nel 1187 Saladino prese possesso di Gerusalemme, la Cupola della Roccia fu riportata alle condizioni in cui si trovava prima della conquista della I Crociata, salvo per la grigliatura in ferro che circonda il manufatto. Il futuro sultano ayyubide lasciò un'iscrizione all'interno che dice in arabo ﺑﺴﻢ الله ﺍﻟﺮﺣﻤﺎﻥ ﺍﻟﺮﺣﻴﻢ أﻣﺮ ﺑﺘﺠﺪﻳﺪ ﻭﺗﻬﺬﻳﺐ ﻫﺬﻩ ﺍﻟﻘﺒـة ﺍﻟﺸﺮﻳﻔـة ﻣﻮلاﻧﺎ ﺍﻟﺴﻠﻄﺎﻥ ﺍﻟﻤﻠﻚ ﺍﻟﻨﺎﺻﺮ ﺍﻟﻌﺎﻟﻢ ﺍﻟﻌﺎﺩﻝ ﺍﻟﻌﺎﻣﻞ صلاح ﺍﻟﺪﻳﻦ ﻳﻮﺳﻒ ﺑﻦ ﺍﻳﻮﺏ. ﺗﻐﻤﺪﻩ الله ﺑﺮﺣﻤﺘﻪ ﻭﺫﻠﻚ ﻓﻲ ﺷﻬﻮﺭ ﺳﻨـة ﺳﺖ ﻭﺛﻤﺎﻧﻴﻦ ﻭخمسماٸة‎?, Bi-smi llāhi al-raḥmāni al-raḥīmi. Amara bi-tajdīd wa tahdhīb hadhihi l-qubba al-sharīfa mawlānā al-sulṭān al-malik al-nāṣir al-ʿālim al-ʿādil al-ʿāmil Ṣalāḥ al-Dīn Yūsuf b. Ayyūb. Taghammadahu llāhu bi-raḥmatihi wa dhalika fī shuhūr sanat sitta wa thamānīn wa khamsumiʾati, che significa: «In nome di Dio Clemente Misericordioso. Ha ordinato il restauro e la doratura di questa nobile cupola il nostro Signore, il Sultano sovrano vittorioso, dotto, giusto, fattivo Ṣalāḥ al-Dīn Yūsuf figlio di Ayyūb. Che Dio lo protegga con la Sua misericordia. E ciò nei mesi dell'anno 586 [dell'Egira].»